# Diphyes antarctica
Diphyes antarctica is een hydroïdpoliep uit de familie Diphyidae. De poliep komt uit het geslacht Diphyes. Diphyes antarctica werd in 1925 voor het eerst wetenschappelijk beschreven door Moser. 